# Victor Cordoba
Victor Cordoba est un boxeur panaméen né le 15 mars 1962 à Punta Alegre.

## Carrière
Passé professionnel en 1981, il devient champion du Panama des poids moyens en 1985 et champion du monde des super-moyens WBA le 5 avril 1991 en battant par arrêt de l'arbitre à la 9e reprise Christophe Tiozzo. Cordoba conserve sa ceinture contre Vincenzo Nardiello le 13 décembre suivant mais s'incline le 12 septembre 1992 face à Michael Nunn. Il perd également le combat revanche et met un terme à sa carrière en 1999 sur un bilan de 22 victoires, 6 défaites et 3 matchs nuls.